# Alan Nunn May

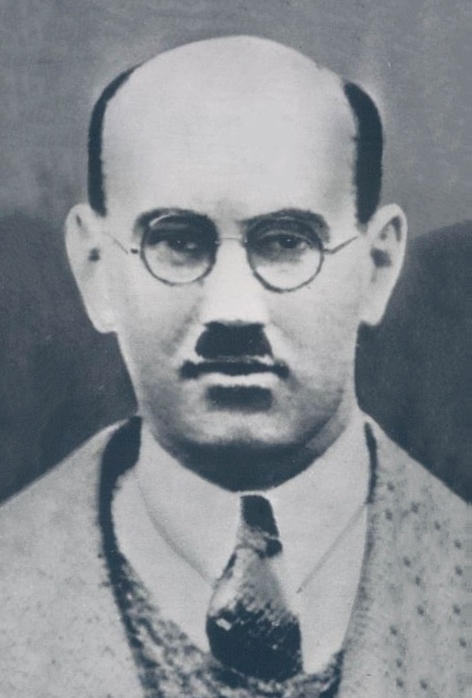
Alan Nunn May in 1963

Alan Nunn May (Mosely, voorstad van Birmingham, 2 mei 1911 – Cambridge, 12 januari 2003) was een Brits fysicus en een Sovjetspion, die Britse en Amerikaanse geheime informatie over het atoomonderzoek doorgaf aan de Sovjet-Unie.

## Levensloop
Nunn May was de jongste van de vier kinderen van de kopergieter Walter Frederick Nunn May en van Mary Annie Kendall. Hij kreeg zijn scholing aan de King Edward's School in Birmingham. Met een beurs kon hij studeren aan  Trinity College (Cambridge), wat leidde tot een promotie in fysica en een benoeming als docent aan King's College London.
Nunn May was nog een twintiger toen hij aansloot bij de Britse Communistische Partij en was actief in de mantelorganisatie Association of Scientific Workers. 
Tijdens de Tweede Wereldoorlog werkte hij in een radarinstallatie in Suffolk. Nadien werkte hij in Bristol aan een wetenschappelijk project. Door James Chadwick werd hij aangeworven om in Cambridge University te komen meewerken aan het ontwerpen van een atoomreactor op basis van zwaar water.
Het team waarin hij werkte werd gefuseerd met het Amerikaanse Manhattanproject, dat erin slaagde de atoombom te maken. Begin 1943 werd het team uit Cambridge getransfereerd naar laboratoria in Montreal die een reactor bouwden. In september hernam hij zijn professoraat in Londen.
Vanaf 1940 was Nunn May geen lid meer van de communistische partij. Toen hij echter een Amerikaans rapport las over de mogelijkheid dat de Duitsers een atoombom zouden kunnen maken, gaf hij de informatie door aan een Sovjetagent. In Canada werd hij benaderd door de Sovjetagent Angelov over het atoomonderzoek en voortaan gaf Nunn May allerhande essentiële informatie door. 
Toen de Sovjetspion Igor Gouzenko in Ottawa in september 1945 naar het Westen overliep, gaf hij informatie die naar Nunn May leidde. Deze werd in maart 1946 gearresteerd, bekende en werd op 1 mei 1946 veroordeeld tot tien jaar dwangarbeid. In 1952 kwam hij vrij. De overdracht van informatie door Nunn May aan de Sovjets had als gevolg dat de Amerikanen restricties beslisten over het meedelen van atoomgeheimen aan de Britten.
In 1953 trouwde hij met Hilda Broda, de ex van de Weense wetenschapper Engelbertus Broda (1910-1983). Ze kregen een zoon en zij had ook een zoon uit een vorig huwelijk.
Hij werkte eerst voor een bedrijf van wetenschappelijke apparatuur. Vanaf 1961 ging hij research doen aan de Universiteit van Ghana en stichtte er een wetenschappelijk museum.
In 1978 keerde hij terug naar Cambridge. Hij leefde er discreet en overleed er aan een longontsteking.